# Jan-Markus Wulff
Jan-Markus Wulff (* 1976 in Rheinfelden, Schweiz) ist ein deutscher Musiker, Komponist und Creative Director.

## Werdegang
Der Sohn des Dirigenten, Musikers und Musikwissenschaftlers Bernhard Wulff verantwortet als Diplom Multimediaproducer (SAE) unterschiedliche Musik- und Filmproduktionen in diversen Funktionen.
Er ist seit 2007 als Werbeleiter des Europa-Parks tätig und hat in dieser Funktion Werbekampagnen umgesetzt (u. a. German Design Award).
Mit dem Komponisten und Musikproduzenten Michel Jean Pierre Dippon produzierte er u. a. den Song Zwei Millionen Sterne, welcher einige Jahre als Werbesong für den Europa-Park eingesetzt wurde.
Zudem betreibt Wulff ein Kreativstudio für Musik- & Medienproduktionen in Achern
Als Bassist und Sänger der Showband Mo'People und der Gipsy-Kings-Tribute-Band Rumbalea hat er weltweit über 800 Konzerte gespielt.

## Diskografie
- 1996: Viva la Vida (Diego´s Canela)
- 2002: Funk Phenomena
- 2002: Mit Franz Lambert um die Welt (Franz Lambert)
- 2003: Fuego y Viento (Ramiro y Compadres)
- 2008: Dein Moment (Europa-Park)
- 2009: Fiesta Canela Vol.1 (DeCanela)
- 2012: Zwei Millionen Sterne (Europa-Park)
- 2012: Approved for Fiesta (RUMBALEA)
- 2021: SABOR FIESTA (RUMBALEA)[12]
- 2022: Du Lebst (Niklas Bastian)[13]
- 2022: Hätt´ich niemals geglaubt (Niklas Bastian)[14]
- 2023: Every smile is a light (Europa-Park)
- 2024: Elektronische Revolution (MARQUEE X)[15]
- 2024: Zwei Mann (Gianni Depalma)[16]
- 2024: Wegen Dir (MARQUEE X)[17]
- 2024: Flügel Aus Stahl (NACHTEGAL)[18]
- 2024: Gegen die Zeit (NACHTEGAL)
- 2025: Zerreiß mich! (NACHTEGAL)